# مقاطعة كوريتوك (كارولاينا الشمالية)
مقاطعة كوريتوك (بالإنجليزية: Currituck County)‏ هي إحدى مقاطعات ولاية كارولاينا الشمالية في الولايات المتحدة الأمريكية. مركز المقاطعة أو مقعدها هي مدينة كوريتوك. تأسست هذه المقاطعة سنة 1668.أصل هذه المقاطعة يأتي من: مقاطعة ألبيمارل.